# Cronache terrestri
Cronache terrestri è una raccolta postuma di articoli scritti da Dino Buzzati durante la sua carriera di giornalista al Corriere della Sera, pubblicata nel 1972. Usciti nell'arco di quarant'anni, non erano mai stati riproposti durante la vita dell'autore. Fu il primo di tanti libri che raccolsero, morto l'autore, l'opera giornalistica complessiva di Buzzati.

## Storia editoriale
L'antologia di 99 articoli - che raccoglie reportages, interviste, elzeviri, corrispondenze, critiche - fu pubblicata postuma nel 1972. La crestomazia, curata da Domenico Porzio, si divide in otto sezioni, più un articolo iniziale (Meraviglioso mestiere). Ogni sezione è dedicata ad un versante della copiosa e versatile attività del Buzzati giornalista: le cronache di guerra, gli articoli sulla montagna, la cronaca nera, le inchieste sui fenomeni parapsicologici e sulla scienza, le corrispondenze dall'estero, i pezzi di cultura, sport e società, la critica d'arte e i ritratti di alcune celebri personalità (come Montale, Camus, Gronchi).

## Gli articoli
- Meraviglioso mestiere

- Cronache dall'inferno della guerra:
  - All'arrembaggio del sommergibile nemico
  - Ansie del cane di bordo
  - Battaglia nel Mediterraneo
  - La battaglia del golfo di Sirte
  - Sangue nero
  - Nel centro di una formazione nemica
  - Uno strano rotolio a prora
  - Una visita difficile
  - Sotto la cupola di tufo
  - Il moralista
  - Albe odiose, odiosi tramonti
  - Ritorno
  - Cronaca di ore memorabili
  - Kappler: 15 in più
  - La verità sulla guerra navale: Matapan
  - Il vero pericolo

- Rapporti sul misterioso fascino delle montagne:
  - L'uomo e la parete
  - La chiave del tesoro bianco
  - «Direttissime sulla civetta»
  - Mezzo secolo si scandalo sulle più aeree Dolomiti
  - L'Everest
  - «Taglia, taglia, che almeno tu ti salvi»
  - Natura crudele
  - O Pale di San Martino

- Dalla babelica città dove abita la paura l'amore la maledizione la solitudine la morte:
  - Un'ombra gira tra noi
  - Il trionfo della morte
  - I caduti di Superga
  - Silenzioso dramma alla dogana di Milano
  - Il tremendo incubo di Rho
  - Una tragedia della città
  - I due autisti
  - I segreti della MM
  - Revisione dell'ultracinquantenne
  - Le sorprese del dottor Check up
  - Petizione al signor sindaco
  - Amara favola
  - Le notti bianche del 777
  - L'elefantiasi delle cose
  - A qualcuno piace calda
  - Lebbra a Venezia

- Notizie quasi incredibili sui miracoli sui maghi sulla fede in Dio e sull'aldilà:
  - Un affascinante enigma matematico
  - I cani stratosferici
  - Il padre Pio di Bombay
  - L'usignolo di Nomadelfia
  - Gli strani angoli del Veneto
  - La caramella stregata
  - Un pittore morto da 70 anni ha dipinto un paesaggio a Torino
  - La storia del bambino-feticcio
  - Gabrielli, vecchio fantasma
  - Melinda, strega per forza
  - La signora ch'è stata sulla Luna
  - Aspettano dai dischi volanti la pace perpetua sulla Terra
  - La bella indemoniata
  - Festa in villa col mago
  - L'eterno slancio
  - Apollo 14: soli soletti

- Resoconti di memorabili viaggi in Paesi diversi:
  - Negro al mercato sotto la grande pioggia
  - L'ascari Ghilò, leone
  - Dove fui giovane stregone
  - Vecchio facocero
  - Un provinciale in Giappone
  - Due delitti a Tokio
  - Chiamate a Tokio il numero 5131313
  - Il grande persuasore
  - Perché l'india è diversa dagli altri paesi
  - Vecchietti di Francia

- Così si divertono e sognano per dimenticare la quotidiana miseria:
  - Coppi sconfigge il grande avversario
  - Non tramonterà mai la fiaba della bicicletta
  - Una povera donna
  - Addio Musichiere
  - C'ero anch'io quella sera alla Scala
  - Ortiz «fatto fuori» da Loi e dal pubblico
  - Festival
  - Vampiri del ghiaccio
  - La semplice gloria di un finlandese
  - Il cliente terribile
  - Golf: i misteri di un gioco affascinante

- Di un segreto per vincere il tempo: l'arte ed alcuni suoi protagonisti:
  - Come non scritto
  - Mantegna alla buona
  - Addio al folletto
  - Arriva la «pop-art»
  - La scoperta di De Chirico
  - I grandi feticci
  - Lucio Fontana
  - Il Peter Pan dell'arte
  - Gli aquiloni di Calder
  - Matisse
  - Sorpresa a Venezia
  - Passariano
  - Bacon

- Di alcuni uomini esemplari:
  - Un comandante
  - Il Presidente
  - Zapparoli
  - Camus: un uomo semplice
  - Quattro Vergani
  - Un poeta in ufficio
  - Shoriki, uno degli uomini più potenti di Tokio
  - L'astrologo di Benares
  - Un fenomeno straordinario

## Edizioni
- Cronache terrestri, con 8 tavole a colori e 20 illustrazioni in bianco e nero, a cura di Domenico Porzio, Collana Varia Grandi Opere, Milano, Arnoldo Mondadori Editore, settembre 1972,  pp. XI, 462.
- Cronache terrestri, a cura di D. Porzio, Introduzione di Claudio Toscani, Collana Oscar Scrittori del Novecento n.1534, Milano, Arnoldo Mondadori Editore, 1995,  pp. XXIV, 562. - Collana Oscar scrittori moderni, Mondadori, 2001, ISBN 978-88-044-8033-4.
- Cronache terrestri, a cura di D. Porzio, Prefazione di Lorenzo Viganò, Milano, Mondadori-Corriere della Sera, 2022, ISBN 977-25-315-6021-6.